# SP Record
SP Record foi um telejornal local brasileiro produzido e exibido pela Record São Paulo para a sua área de cobertura. O jornalístico foi lançado em 2005 numa forma de padronizar as produções locais tal qual o Praça TV da TV Globo, função que na Record correspondeu ao antigo Informe São Paulo. Ao longo do tempo que ficou no ar, teve vários horários e apresentadores, esporadicamente apresentando duas edições, tendo como horário fixo o noturno (entre 18 e 19h). Entre seus apresentadores, tiveram destaque Celso Zucatelli e Reinaldo Gottino, este último que ficou no ar até 2012, quando foi extinto. Retornou ao ar em 25 de julho de 2017, com apresentação de Carla Cecato, sendo encerrado novamente em 26 de janeiro de 2018.
Apesar de não ser produzido em São Paulo, as demais afiliadas usam um modelo semelhante ao SP Record e transmitem jornalísticos na faixa noturna. Algumas afiliadas da rede no estado de São Paulo adotam o nome SP Record, bem como algumas afiliadas pelo país adaptam o nome de acordo com seu estado (como MG Record, em Minas Gerais, e o DF Record, no Distrito Federal).

## História
Inspirada no formato do Praça TV da TV Globo, a Record estreou nos anos 90 o telejornal Informe São Paulo. No entanto, o jornalístico não tinha estabilidade na grade por conta do Cidade Alerta, o principal programa da rede. Em 2005, a emissora renova o formato e estreia o SP Record, com Rodolpho Gamberini e Adriana Reid, tornando-se espelho para suas filiais e afiliadas. Em 07 de agosto de 2006, a Record lança a primeira edição do telejornal com apresentação de Celso Zucatelli (que voltou para a emissora após passagem pela TV Cultura), sendo exibida na faixa do almoço (a edição da noite passou a ter Luciano Faccioli no comando). No entanto, durou poucos meses no ar. Zucatelli seguiu até 2007 como âncora da edição exibida a noite, que obtinha bons índices de audiência na época. Posteriormente, é substituído por Reinaldo Gottino.
Em 17 de outubro de 2006, um dia depois da estreia de O Profeta, da TV Globo, o SP Record foi substituído pela novela Alta Estação.
Ao longo do tempo que ficou no ar, o jornalístico sofreu com a instabilidade da programação da Record, que também voltou a apresentar esporadicamente duas edições do SP Record. Por um curto período de 2009, foi apresentado por Luciana Liviero, voltando depois a ser comandado por Gottino que havia deixado o jornal para comandar o Esporte Fantástico. Em 2011, o SP Record deixa a programação por conta da reestreia do Cidade Alerta, no entanto, os baixos índices de audiência provocaram seu retorno após 3 meses. O telejornal acabou extinto em outubro de 2011 por conta da transmissão do Jogos Pan-Americanos de Guadalajara. Na época, foi justificado que o SP Record estava de "férias", mas sete meses após seu encerramento o jornalístico não tinha retornado ao ar. Sem aviso prévio, o programa volta a ser exibido em 14 de maio de 2012 com apresentação de Reinaldo Gottino. Após duas edições exibidas, o telejornal foi cancelado em definitivo após perder audiência rapidamente.
No segundo semestre de 2017, a Record anuncia mudanças em sua programação noturna, incluindo a volta do SP Record. O relançamento do telejornal também provocou estreias de novas versões do jornalístico em outras emissoras da rede, numa nova tentativa em padronizar o formato. A âncora desta nova fase foi Carla Cecato, que deixou o Fala Brasil para comandar o telejornal. Sua estreia ocorreu em 25 de julho de 2017, mesmo dia em que a emissora começou a reexibir a telenovela Os Dez Mandamentos (programa antecessor) e estreou a telenovela Belaventura (programa sucessor). A nova programação não surtiu efeito e a audiência no horário caiu, impactando o SP Record. Após 20 exibições, o jornalístico perdeu para o SBT em 14 ocasiões e ficou na terceira colocação por 70% dos confrontos. No entanto, cresceu em audiência entre as classes AB. Em janeiro de 2018, o colunista Flávio Ricco anunciou que a Record estava planejando encerrar o SP Record junto com a novela Belaventura em uma nova mudança na programação noturna. A emissora confirmou a informação posteriormente em nota oficial. O último SP Record foi exibido em 26 de janeiro de 2018 e sua faixa foi ocupada novamente pelo Cidade Alerta. Carla Cecato retornou para o comando do Fala Brasil, enquanto que as edições locais permaneceram no ar nas demais filiais.